# Kennett (Missouri)
Kennett és una població dels Estats Units a l'estat de Missouri. Segons el cens del 2000 tenia 11.260 habitants.

## Demografia
Segons el cens del 2000, Kennett tenia 11.260 habitants, 4.540 habitatges, i 3.069 famílies. La densitat de població era de 652,8 habitants per km².
Dels 4.540 habitatges en un 31,9% hi vivien nens de menys de 18 anys, en un 49% hi vivien parelles casades, en un 15,2% dones solteres, i en un 32,4% no eren unitats familiars. En el 28,9% dels habitatges hi vivien persones soles el 14% de les quals corresponia a persones de 65 anys o més que vivien soles. El nombre mitjà de persones vivint en cada habitatge era de 2,4 i el nombre mitjà de persones que vivien en cada família era de 2,93.
Per edats la població es repartia de la següent manera: un 26,9% tenia menys de 18 anys, un 8,7% entre 18 i 24, un 25,3% entre 25 i 44, un 22,9% de 45 a 60 i un 16,2% 65 anys o més.
L'edat mediana era de 37 anys. Per cada 100 dones de 18 o més anys hi havia 79,5 homes.
La renda mediana per habitatge era de 26.088 $ i la renda mediana per família de 34.167 $. Els homes tenien una renda mediana de 29.958 $ mentre que les dones 18.770 $. La renda per capita de la població era de 14.397 $. Entorn del 20,5% de les famílies i el 26,1% de la població estaven per davall del llindar de pobresa.

## Poblacions més properes
El següent diagrama mostra les poblacions més properes.